# Kang (Universo cinematográfico de Marvel)
Kang es un personaje ficticio  en el Universo cinematográfico de Marvel (UCM), basado en el personaje de Marvel Comics del mismo nombre. Se le representa como un poderoso ser que viaja en el tiempo y existe en muchas formas, o "variantes", a través del multiverso. Sus variantes incluyen al creador de la Autoridad de Variación Temporal He Who Remains, el señor de la guerra exiliado Kang el Conquistador, y el industrial del siglo XIX Victor Timely.
Kang y sus variantes servirán como figuras clave en la "Saga del Multiverso" del UCM, diseñado como el "próximo gran villano de películas cruzadas" después de Thanos en la "Saga del Infinito". Majors interpretó una variante de Kang, He Who Remains, en el final de la primera temporada de la serie de televisión de Disney+ Loki (2021); He Who Remains es un personaje compuesto parcialmente inspirado en variantes de cómics de Nathaniel Richards como Kang e Immortus. Otras variantes como Immortus, Rama-Tut, Centurión,  Victor Timely, y el Consejo de Kangs se introdujeron por primera vez en Ant-Man and the Wasp: Quantumania. Majors fue elogiado por su actuación en Loki e interpretó por primera vez a Kang en la película Ant-Man and the Wasp: Quantumania (2023).

## Biografía del personaje de ficción

### He Who Remains

#### Traición a Renslayer y reinado en solitario
Tras el final de la guerra multiversal, He Who Remains y Ravonna Renslayer se preparan para gobernar juntos en la Autoridad de Variación Temporal (AVT). Cuando Renslayer se va, He Who Remains ordena a Miss Minutes que inicie el protocolo 42, lo que significa el borrado de la memoria de todos los miembros de la AVT, incluida Rensalyer.

#### Encuentro con Loki y Sylvie
He Who Remains saluda a Loki y a Sylvie poco después de llegar a la Ciudadela del Fin de los Tiempos. Explica que otra variante de sí mismo de la Tierra en el siglo 31 descubrió universos sobre universos y se asoció con otras variantes de sí mismo para explorar el Multiverso. Sin embargo, algunas variantes no estuvieron de acuerdo provocando una guerra multiversal. He Who Remains luego encontró y experimentó con la criatura Alioth que luego desataría para matar todas sus variantes, poniendo fin a la guerra multiversal. Continuaría formando la AVT para mantener el flujo del tiempo. Luego afirma que si lo matan, el multiverso se rompería nuevamente y aparecerían nuevas variantes de sí mismo a lo largo del tiempo y el multiverso. Sylvie traiciona a Loki, lo envía de regreso a la sede de la AVT y mata a He Who Remains.

#### Conversación con el Loki deslizado
Después de revivir la muerte de He Who Remains una y otra vez, Loki y He Who Remains detienen el tiempo en Sylvie y conversan sobre cómo arreglar el telar y salvar la AVT. Pero He Who Remains le revela que el telar fue diseñado para proteger solo la Línea de Tiempo Sagrada, sin posibilidad de manipularla para que contenga ramas. Como remedio, He Who Remains sugiere matar a Sylvie y evitar que el telar se sobrecargue, pero Loki rechaza la idea.

### Kang el Conquistador

#### Exiliado al Reino Cuántico
Kang fue exiliado por el Consejo de Kangs por miedo al Reino cuántico, donde se encuentra con  Janet van Dyne. A medida que los dos se unen y se conocen, Kang le promete a Janet que la llevará de regreso a casa a cambio de ayudarlo a reconstruir el núcleo de poder multiversal que impulsa su nave. Después de que lo reparan después de varios intentos fallidos, Janet tiene una visión de la futura destrucción de Kang a través del multiverso y líneas de tiempo alternativas, finalmente traiciona a Kang y usa sus partículas Pym para agrandar el núcleo y dejarlo inutilizable, atrapándolos a ambos allí.

#### Planeando escapar
En 2026, la hija de Scott Lang, Cassie había estado trabajando en un dispositivo de comunicación con el Reino Cuántico con el marido de Janet Hank Pym y su hija Hope. Sin embargo, cuando Janet intenta apagarlo, accidentalmente los transporta al reino, pero las dos familias se separan en el camino. Después de que los Lang encuentran resistencia, son atacados por M.O.D.O.K., quien los lleva con Kang. Kang amenaza a Cassie si Scott no usa partículas Pym para recuperar su tamaño. Después de hacerlo, la familia de Janet llega para ayudar a Scott, pero Janet y Hope son recapturados mientras Kang destruye el barco en el que llegó Hank. Después de ser rescatado por sus hormigas, que también fueron arrastradas al Reino Cuántico, evolucionó rápidamente y se volvió hiperinteligente. Hank ayuda a Scott y Hope en su camino hacia Kang mientras Cassie difunde un mensaje al Reino Cuántico provocando un levantamiento contra Kang y su ejército. M.O.D.O.K muere durante el levantamiento después de haber cambiado de bando. Janet repara el núcleo de poder mientras ella, Hank, Hope y Cassie saltan a través de un portal a casa, pero Kang ataca a Scott y casi lo golpea hasta someterlo. Hope regresa y, junto con Scott, destruye el núcleo de poder y golpea a Kang contra él, provocando que caiga en el olvido. Cassie vuelve a abrir el portal para que Scott y Hope regresen a casa. Mientras Scott retoma felizmente su vida, comienza a repensar lo que le dijeron acerca de que la muerte de Kang fue el comienzo de algo terrible, pero lo ignora.
En otra parte, otras tres variantes de Kang discuten la muerte del exiliado Kang y cómo los héroes de la Tierra-616 están comenzando a tocar el multiverso, con respecto a ellos. Esto hace que el Kang mayor llame a todos los Kang del multiverso.

### Victor Timely

#### Presentación del tiempo y llegada a la AVT
En 1893, Timely da una presentación científica sobre el tiempo a una multitud que incluía a Loki, Mobius, Renslayer y Miss Minutes, donde muestra un prototipo de Telar Temporal. Se lo vende a un barón ladrón y ellos lo persiguen cuando se dan cuenta de que es un estafador. Sylvie llega para matar a Timely, pero Loki lo ayuda y finalmente se va con Renslayer y Miss Minutes. Durante el viaje a su laboratorio en Wisconsin, Timely y Miss Minutes traicionan a Renslayer y van solos al laboratorio. Allí, Miss Minutes le cuenta su resentimiento hacia He Who Remains por no darle un cuerpo y le declara su amor, lo que hace que Timely la apague. Luego llegan Loki, Mobius y Renslayer y son interrumpidos por Sylvie, quien termina perdonándole la vida y Loki y Mobius lo llevan a la AVT. Cuando Timely llega a la AVT, se encuentra con B-15, Casey y O.B.. Cuando preparan el dispositivo para arreglar el telar, es secuestrado por Renslayer, Miss Minutes y X-5, y mientras lo interrogan, Sylvie, con el encanto, hace que X-5 pode a Renslayer y Miss Minutes es desactivada. Se acepta el aura de Timely, y cuando se ofrece como voluntario para salir y colocar el telar, queda espaguetizado debido a la radiación.

#### Intentos con el Loki deslizado
Después de que Loki logra controlar su deslizamiento tenporal, se desliza hacia el tiempo donde Timely intenta arreglar el telar para poder aprender de cada intento fallido. Finalmente consigue que Timely coloque el multiplicador y mantener el telar estable unos instantes, pero descubren que no hay forma de mantener esas ramas sin sobrecargar el telar. Finalmente, Loki toma la posición de Timely, destruye el telar, revive mágicamente las líneas de tiempo moribundas y las reorganiza en una estructura parecida a un árbol, comprometiéndose a supervisar las ramas en soledad en el Fin de los Tiempos, salvando la vida de Timely. Algún tiempo después, Renslayer se ve impedida de entregar el manual de la AVT al joven Timely.

## Casting y apariciones
En septiembre de 2020, Jonathan Majors fue elegido para un "papel principal" de la película, que se informó que era Kang el Conquistador. Porque el actor elegido como Kang interpretaría primero una versión alternativa del personaje, llamada He Who Remains, en la serie Disney+ Loki, Kate Herron y Michael Waldron—el director y escritor principal de primera temporada de Loki , respectivamente, participaron en el casting de Majors además de Reed y los ejecutivos de Marvel Studios; Marvel Studios estaba ansioso por trabajar con Majors y eligió a Majors después de ver su actuación en The Last Black Man in San Francisco (2019), y Reed apoyó mucho el acercamiento a Majors. Se acercó a Majors para el papel sin una audición, y luego señaló que había estado involucrado en la película "desde el principio" antes de unirse a Loki. Reed estaba interesado en hacer que Ant-Man y Wasp se enfrenten a un enemigo formidable en la película, creyendo que Kang es uno de los "todos los tiempos" de Marvel Comics como Loki y Doctor Doom .
Majors regresa en la segunda temporada de Loki, interpretando a Victor Timely, otra variante de He Who Remains y Kang el Conquistador que fue presentado al final de Quantumania. '. También estaba previsto que retomara su papel de Kang en Avengers: The Kang Dynasty, y Avengers: Secret Wars. Marvel inicialmente no planeaba que la "Multiverse Saga" girara en torno a Kang el Conquistador, pero una vez que vieron la actuación de Majors como El que permanece en la primera temporada de Loki y los diarios de Majors mientras filmaban Quantumania, decidieron ampliar el trabajo del actor con ellos, haciendo de Majors una parte integral de la saga actual del MCU, al igual que Robert Downey Jr. y Josh Brolin lo habían sido como Tony Stark / Iron Man y Thanos en la "Saga Infinity". En diciembre de 2023, Majors fue despedido por Disney y Marvel Studios luego de cargos de agresión y acoso de su exnovia Grace Jabbari.

## Recepción
Alan Sepinwall en Rolling Stone estaba "simultáneamente emocionado y consternado" por la aparición de Majors en For All Time. Always., señalando que presentar al villano principal de una serie en el episodio final era una "mala estructura dramática" y que "por un momento sentí como si todo lo que había sido tan especial y atractivo en Loki estuviera siendo dejado de lado para exagerar un nuevo villano para la pantalla grande". Sin embargo, la "actuación profundamente extraña" de Majors sirvió al material, haciendo "un gran debut" para el personaje. Al igual que Sepinwall, Robinson también sintió que la revelación de Kang no debería haber funcionado y señaló la Gran cantidad de exposición en el episodio, que dice: "Hay absolutamente cero posibilidades de que este episodio hubiera funcionado si no hubiera sido porque Marvel contrató a un actor tan visible e impredecible como Majors". David Opie de  Digital Spy criticó la introducción de He Who Remains, diciendo que "surgió completamente de la nada" para los lectores que no son de cómics. Simon Cardy de IGN dijo que ver a Majors aparecer por primera vez fue una "revelación discreta pero impactante", elogiando la actuación de Majors que exudaba la "energía estrafalaria del Willy Wonka de Gene Wilder con el terror subyacente del detective Alonzo de Denzel Washington en Día de entrenamiento" (2001). Caroline Siede de The A.V. Club notó que los espectadores que no estaban familiarizados con el casting de Majors como Kang se habrían sentido confundidos durante todo el episodio, sintió que funcionó tanto para aquellos espectadores como para aquellos que esperaban una aparición de Kang de alguna forma, con Majors dando una "actuación maravillosamente caprichosa".
Ross Bonaime de Collider elogió la actuación de Majors en Ant-Man and the Wasp: Quantumania y escribió que "es un excelente villano, que aporta matices y sutileza a su personaje... Majors hace que este personaje [Kang] sea agradable al principio, pero tampoco oculta la amenaza y el terror que puede causar en cualquier momento". Frank Scheck de The Hollywood Reporter elogió a Majors por "aportar verdadera seriedad" a la película y dotar "su actuación de una quietud y ambivalencia tan sorprendentemente silenciosas que te pones nervioso cada vez que aparece en pantalla". Wendy Ide de The Guardian calificó la actuación de Majors como el "núcleo magnético" de la película. Manohla Dargis de The New York Times  sintió que Majors, junto con otros dos actores, era la "verdadera estrella de este espectáculo".

## Marketing
Un Funko Pop de He Who Remains se lanzó en julio de 2022 como parte de la ola anual en la San Diego Comic-Con de Funko. También se reveló en la SDCC una figura de Marvel Legends de He Who Remains entre la cuarta ola de Disney+.
La primera ola de Funko Pops de Quantumania se reveló a principios de diciembre, que incluía un Kang Pop. En febrero de 2023, Hasbro anunció una figura de Kang de Marvel Legends. Hot Toys presentó su figura de Kang Quantumania en marzo.
En octubre de 2023 se reveló un Funko Pop de Victor Timely.